# 艾弗里库利学校
艾利库恩利学校 (ACS)，通常称为艾利库利，是一所位于伊利诺伊州杜佩奇县唐纳斯格罗夫的独立的男女同校走读学校，主要招收学前班至八年级（大约3至 14 岁）有学术天赋的学生。学校成立于 1906 年，旨在推广约翰·杜威和其他 20 世纪之交哲学家发展的进步教育理论。一直到 20 世纪 40 年代一直是全国公认的进步教育典范。 1943 年至 1965 年间，艾弗里·库恩利隶属于国家教育学院（现为国立路易斯大学），作为教师培训和教育研究的活实验室。20世纪60年代，ACS成为地区研究中心和私立学校的领导中心，并开始关注天才教育。
学校历史上曾使用过多座建筑，其中包括伊利诺伊州里弗赛德库恩利庄园的一座小小的房屋，以及弗兰克·劳埃德·赖特设计的另一座建筑。学校于 1916 年迁至唐纳斯格罗夫 (Downers Grove)，并于 1929 年更名为艾弗里·库恩利学校 (Avery Coonley School)，新校园占地 10.45 英亩（4.23 公顷），采用草原和艺术与工艺风格设计，并由被誉为“学院院长”世界景观设计师延斯·詹森 (Jens Jensen )负责景观设计。 自 20 世纪 80 年代以来，校园已多次扩建，为艺术、技术和教室创造了更多的空间。2007年，艾弗里·库恩利 (Avery Coonley) 被列入国家历史名胜名录，理由是其教育计划和建筑及场地设计对全国的学校产生了 "持久的影响" 
这种进步的遗产在现代课程中仍然很明显，它保留了许多可以追溯到学校成立之初的传统和教育活动。在校学生的水平至少比他们当前年级水平高一年，并通过探索广泛的主题，使他们能够跨学科学习并参与创造性和协作项目，广泛使用教学技术。还将通过一系列课外活动提供在课堂学习的基础上进行学习的机会。学校的入学竞争非常激烈，智商分数至少需要达到124才满足入学条件。ACS 因其在数学、科学、地理和其他学科的州和国家级学术竞赛中取得的成功而闻名。1988 年，ACS 被美国教育部评为蓝带学校。1994 年，艾弗里·库恩利 (Avery Coonley) 在连续第四年获奖后被禁止参加伊利诺伊州科学博览会的竞赛引起了全国媒体的关注。尽管这一决定后来被撤销，但这一争议被媒体谴责为教育“低俗化”" 以及学校自尊战胜卓越的一个例子。

## 历史

### 创办和小屋学校（1906-1916）

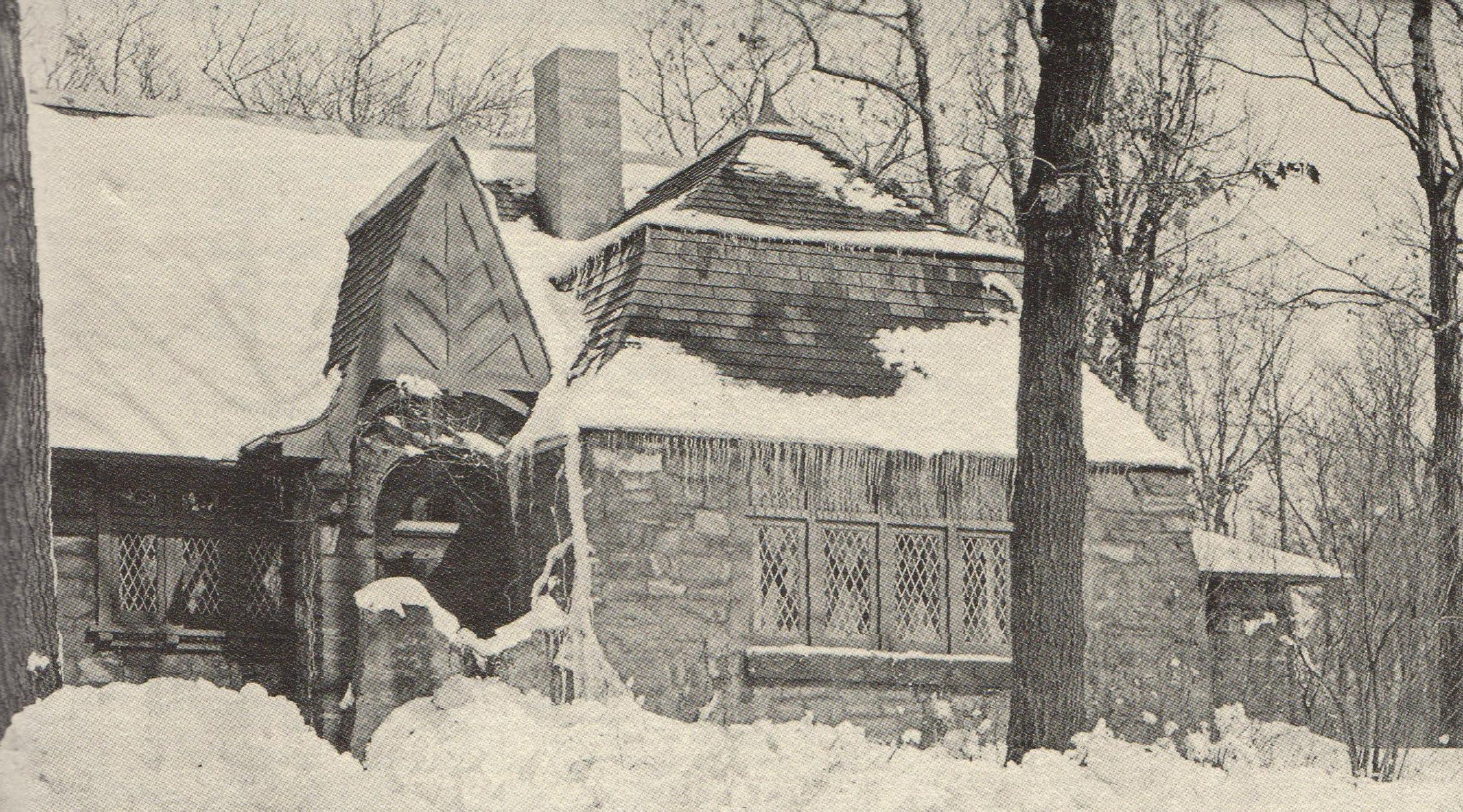
库恩利庄园的小屋是艾弗里库恩利学校的校址。它由Charles Whittlesey于 1894 年设计，后来成为私人住宅。

1906 年，富有的河滨实业家和出版商艾弗里·库恩利 (Avery Coonley) 的妻子奎恩·费里·库利 (Queene Ferry Coonley) 决定启动一个幼儿园项目，仅允许五岁以下的儿童入读。 奎恩·库恩利 (Queene Coonley) 在底特律师范学校（现为韦恩州立大学）接受过社会工作者和幼儿园老师的培训，并对弗里德里希·福洛贝尔的理论印象深刻，他认为儿童的早期教育应该是他们家庭生活的延伸。 福罗贝尔的理论抓住了约翰·杜威后来所说的“幼儿园态度”的三个主要原则 这不仅适用于幼儿园的孩子，也适用于所有年龄段的孩子。杜威提出，杜威写道，学校的主要作用是训练儿童的合作生活，所有学习的根源是儿童的活动，而不是外部材料，引导儿童的自发冲动去维持学校的集体生活是他们为成人生活做好准备的方式。 深信这些原则的库恩利试图让她四岁的女儿入读河滨学校，这是该地区为数不多的公立幼儿园之一，但当孩子因尚未满五岁而不符合资格时，她感到很失望。
库恩利说服了河滨项目主任露西娅·伯顿·莫尔斯和她的助手夏洛特·克鲁姆联合创办一所新学校。莫尔斯和克鲁姆曾就读于”倡导美国幼儿园教学理念，是美国第一批提供四年制课程并最终获得教育学士学位的师范学院之一“的伊丽莎白哈里森幼儿园学院。[a]  在那里，他们研究了约翰·杜威等人的教育理论，他们反对当时更传统的教学实践，认为教育是将长期存在的信息传递给新一代的业务，灌输基于行为规则和标准的道德培训。 他们新的进步教育观强调个性化的教育方法和综合课程，让孩子们从经验和社会互动中学习。杜威认为，“新教育学派的一个基本原则是，教学的开始应以学习者已有的经验为基础；这种经验和在课程中发展的能力为所有学习者提供了起点。进一步学习。 这些思想为后来的教育“进步运动”奠定了基础。库利、莫尔斯和克鲁姆将这些想法带到了新学校，库利将其描述为“一个儿童社区。其目的与其说是教导其他人的想法或大人所做的事情，不如说是让孩子们自己做一点事。”

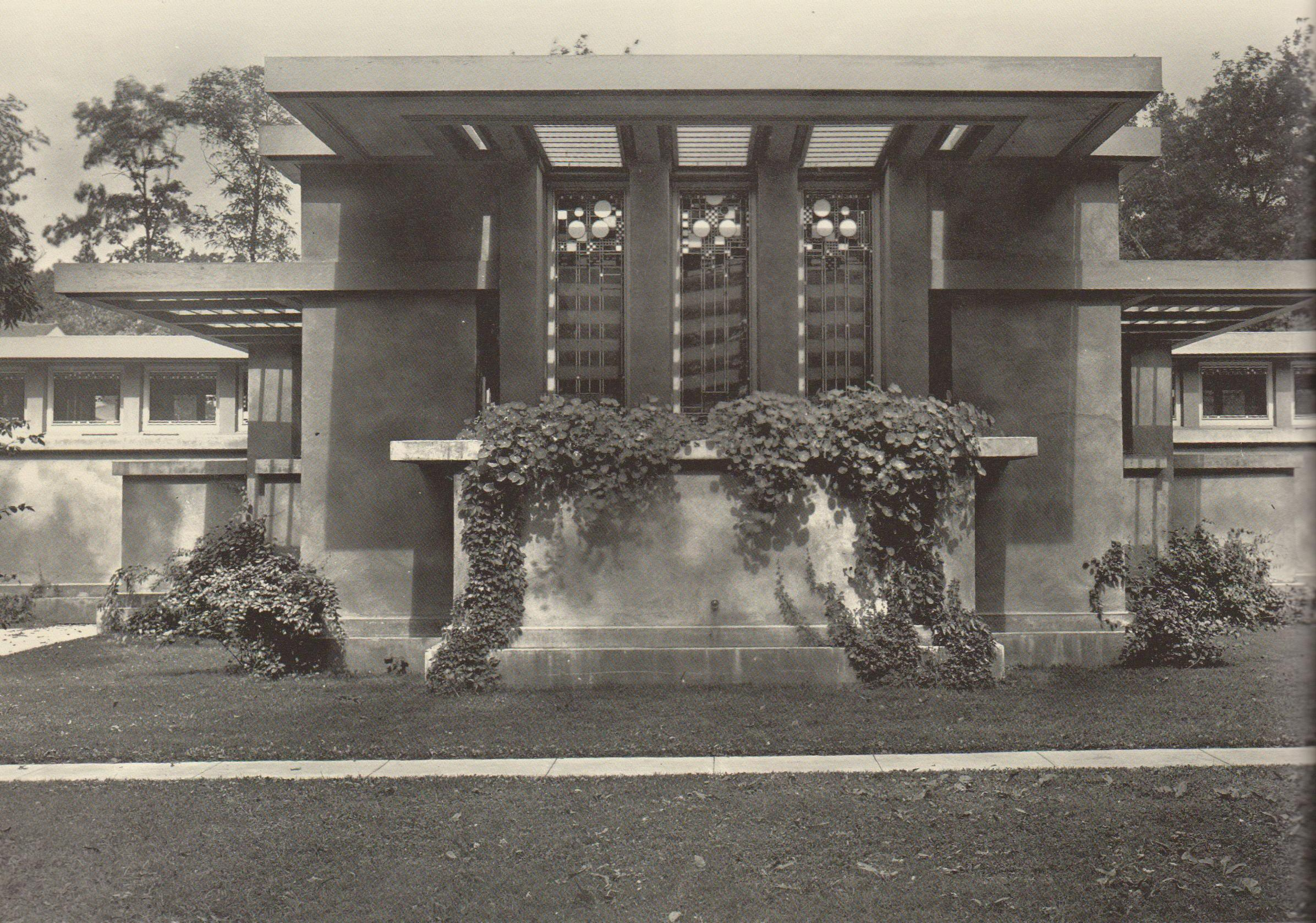
库恩利剧院 (Coonley Playhouse) 拥有标志性的“幼儿园交响乐”窗户，由弗兰克·劳埃德·赖特 (Frank Lloyd Wright) 于 1912 年建造，作为小屋学校的所在地，它已被提名为国家历史地标。

库恩利庄园的一座小小屋是第一座校舍，正如其最初的名称“小屋学校”所反映的那样。设计师是查尔斯·惠特尔西 (Charles Whittlesey) ，他是路易斯·沙利文(Louis Sullivan)的学徒。该庄园的主楼艾弗里·库利别墅 (Avery Coonley House)由弗兰克·劳埃德·赖特 (Frank Lloyd Wright)设计，现已成为国家历史地标。 多年来，庄园里的许多建筑都被用作教师的教室和宿舍。 随着新年级的增加，学校不断发展，1911 年，库利委托赖特为学生设计一个更大的空间。新建筑于 1912 年竣工，被称为库恩利剧场 (Coonley Playhouse),并以数十个色彩鲜艳的艺术玻璃窗为特色，让人想起旗帜、气球和五彩纸屑，赖特称之为“更友善的交响乐”。“它们明亮的色彩和活泼的几何设计使它们成为这里最著名的窗户之一。”[b]

从四岁开始，学校提供两年的幼儿园教育，学生们与同龄的其他学生一起升入一年级。小屋学校对所有学生免费开放，并得到库利自己的资源和幼儿园教育协会筹集的资金的支持。库恩利担任该协会主席，该协会提倡新的教育理念并筹集资金来帮助支持这些理念。1915 年，约翰·杜威 (John Dewey) 和他的女儿伊芙琳 (Evelyn) 在他们的书《明日的学校》(The Schools of To-Morrow)中介绍了小屋学校，该书探讨了全国各地的进步学校如何将新的教育理念付诸实践。 他们对自然在学校生活中的突出地位尤其感到震惊，并指出：
例如，他们有一种稀有的鸟，在学校生活中与其他孩子一样具有个性，孩子们在照顾他并观察他的成长和习惯后，对野生鸟类变得更加感兴趣。后院里有一只山羊，这是这个地方最喜欢的东西，孩子们把他从小养大的。并且他们仍然承担着照顾它的所有工作。 
杜威夫妇将小屋学校作为良好公民培训的典范，在评论其模拟选举、自治和公共服务时提到：“由学生组织成公民联盟的学校已经对开始街道的状况负责。但在城镇的某些地区，我们不仅进行清理工作，还试图让城镇的其他人对这个问题感兴趣。”   教学也受到关注，因为它不是作为一个单独的科目来教授，而是作为历史课、日记和其他练习的一部分。杜威写道：“重点是帮助孩子表达自己的想法；但这样的工作为所需的写作技巧训练提供了充足的机会。” 

### 初级小学（1916年–1929年）

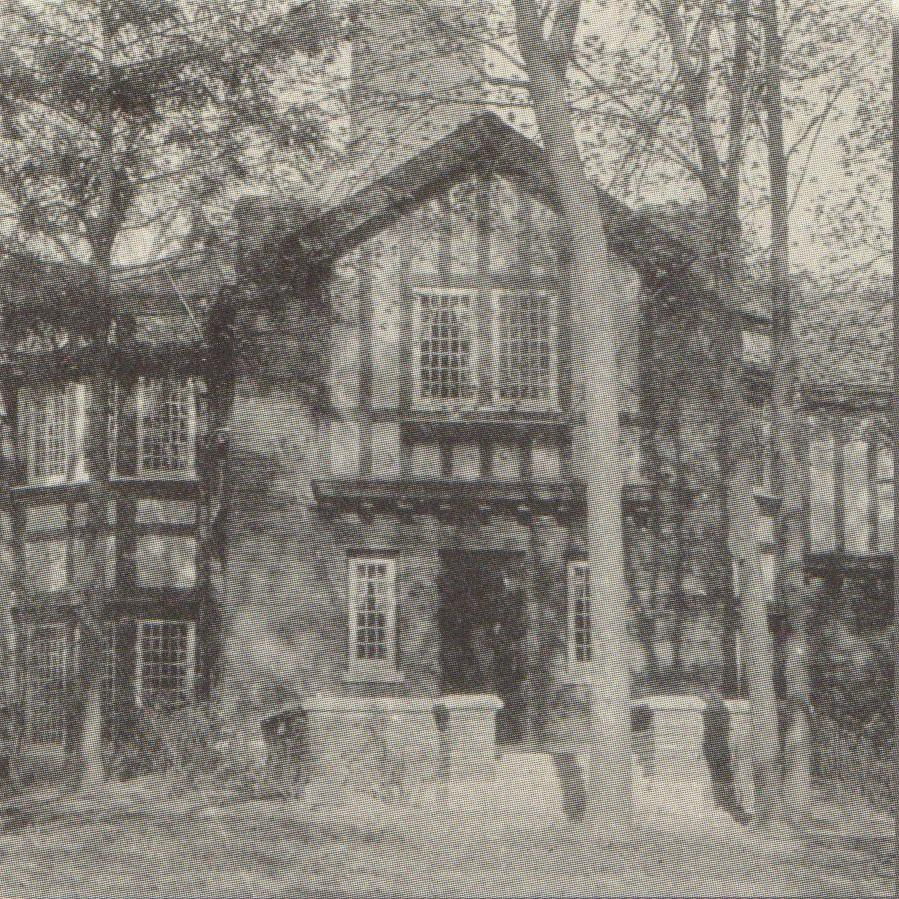
唐纳斯格罗夫的初级小学。1944年，该建筑被拆除，土地被出售。后来它被捐赠以建造后来的费舍尔公园。

在建造剧场的同时，库恩利同意在附近的唐纳斯格罗夫镇建造一所幼儿园，该镇没有公立学校。[c] 库恩利在格罗夫街购买了土地，并委托 Perkins, Fellows & Hamilton 建筑公司设计该建筑。该学校当时名为幼儿园扩展协会学校，由露西娅·莫尔斯 (Lucia Morse) 领导，于 1912 年成立。  1916 年，小屋学校关闭，并在在唐纳斯格罗夫幼儿园 (Downers Grove Kindergarten) 开设一年级课程，更名为初级小学 (Junior Elementary School) 。为了容纳年龄较大的学生，1920 年增设了二年级班级，招收 7 岁左右的学生，1926 年增设三年级，招收 8 岁左右的学生，此后不久，招收九岁学生就读四年级。
库恩利一家于 1916 年搬到华盛顿特区，奎恩虽然继续投入时间和金钱，但她将学校的日常管理交给了莫尔斯。在她的指导下，初级小学建立在小屋学校的教育基础上，注重学生的参与感。戏剧、音乐和舞蹈是课程的重要组成部分，自然学习仍然是学生活动的一部分。这些思想，尤其是自然研究，主要是弗朗西斯·韦兰·帕克上校的创造的，约翰·杜威曾称他为“进步教育之父”。 小学是这些原则的试验场，它需要与学生建立联系一种新的方式，让他们能够按照自己的方式自由地体验课程。男孩和女孩的活动没有区别，包括园艺、木工和烹饪。库恩利回忆说，“我们有男孩和女孩，但我们没有区别，男孩和女孩做饭，男孩和女孩做木工工作，男孩和女孩平等参与政府的所有事务。” 学生们重演历史和文学中的故事，创作自己的音乐，并在户外度过了大部分时间。1924年，库利和莫尔斯帮助创办了一本名为《进步教育》的期刊，其中他们发表了自己在学校的实践经验，并附有包括约翰·杜威在内的顶尖教育理论家撰写的文章。它成为了进步教育运动的领先专业期刊，并一直出版到1957年。

### 艾弗里·库利学校（1929-1960年代）

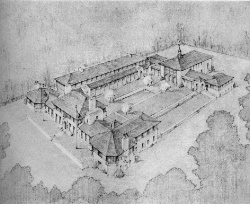
沃尔德伦·福克纳 (Waldron Faulkner) 绘制的艾弗里·库恩利学校 (Avery Coonley School) 校园建筑草图。福克纳后来成为华盛顿特区乔治华盛顿大学校园的主要建筑师之一.

随着入学人数持续的增长，20 年代末，初级小学校园内增建了第二栋建筑，但这远远不够，仍需要更大的设施来适应未来的增长和更高的年级水平。所以库恩利选择了毗邻枫树林保护区的唐纳斯格罗夫的一片林地作为新建筑的选址, 她的女婿沃尔德伦·福克纳成为了新建筑项目的建筑师。[d] 1929 年 9 月 30 日，超过 100 名学生在新开放的大楼里上学，学校更名为艾弗里·库恩利学校 (The Avery Coonley School)，以纪念库恩利已故的丈夫（他于 1920 年去世）。  库恩利为学校选择了一个不寻常的吉祥物。她认为一种海马是一种独特的生物，也是一个更大社区的成员——这样的选择与她对艾弗里·库恩利的愿景进行了类比。因为海马直立游泳，学校的校训就由此而来：“前进、向上”, 并且海马的形象反映在1929 年建成的建筑的装饰铁制品和风向标上。

进步教育是一种通过现实生活体验促进学习的教学法，在 20 世纪 20 年代和 30 年代在美国达到顶峰，而艾弗里·库利学校 (Avery Coonley School) 是这些理论在实践中广为人知的典范。 艾弗里·库利 (Avery Coonley) 经常出现在《进步教育》和其他专业期刊上， 1938 年，《进步教育》的编辑格特鲁德·哈特曼 (Gertrude Hartman) 在她的《寻找智慧：编年史》一书中发表了艾弗里·库利学校的简介今天的学校。她指出，“来自美国各地和外国的游客都来参观学校——有时一天多达三十人。” 哈特曼详细描述了学校的课程和日常生活，当时学校已经增设了七年级和八年级，并评论道：
最引人注目的是弥漫在其中的真诚和欢乐的精神……学校的工作有一种基本的生活和教育哲学，它为学校的所有活动提供了明确的方向。规划了广泛的领域，构成了课程的框架。然而，这些都是灵活的，可以根据条件进行修改。
该书描述了学生们从幼儿园一年级到十年学习的进步，用照片、故事和学生作品的例子记录了他们通过创造性的游戏和合作项目与自然、历史、艺术和其他学科的接触 。她最后总结了学校日常生活对于培养社会责任的重要性：
那些关心学校的人相信，通过这里描述的教育，将会出现比我们这一代的教育所产生的更多具有社会开明的社会成员……学校里的人们所相信的方法是在成长中的男孩和女孩的成长过程中，将这些思想和精神品质融入到他们的本质中，只有这些品质才能形成对人际关系的新态度。
《寻找智慧》成为教育领域的经典，巩固了艾弗里·库利学校作为进步教育典范的全国声誉。
莫尔斯 (Morse) 于 1940 年去世时，已担任领导人34 年，而且当地多年来一直没有强有力的领导。为了确保未来有更坚实的基础，库利于 1943 年将艾弗里·库利与伊利诺伊州埃文斯顿的国家教育学院（NCE，前身为芝加哥幼儿园学院，现为国立路易斯大学）合并 这两个机构的密切联系可以追溯到莫尔斯幼儿园学院时代，这种安排利用了 NCE 的财政和教学资源，而艾弗里·库恩利则为教师培训和教育研究提供了一个活生生的实验室。在 NCE 的管理下，ACS 继续提供强调实践学习、户外教育（包括农业）和汽车维修等实践活动的课程。1949 年增加了德语和法语，学生从一年级开始学习法语会话。

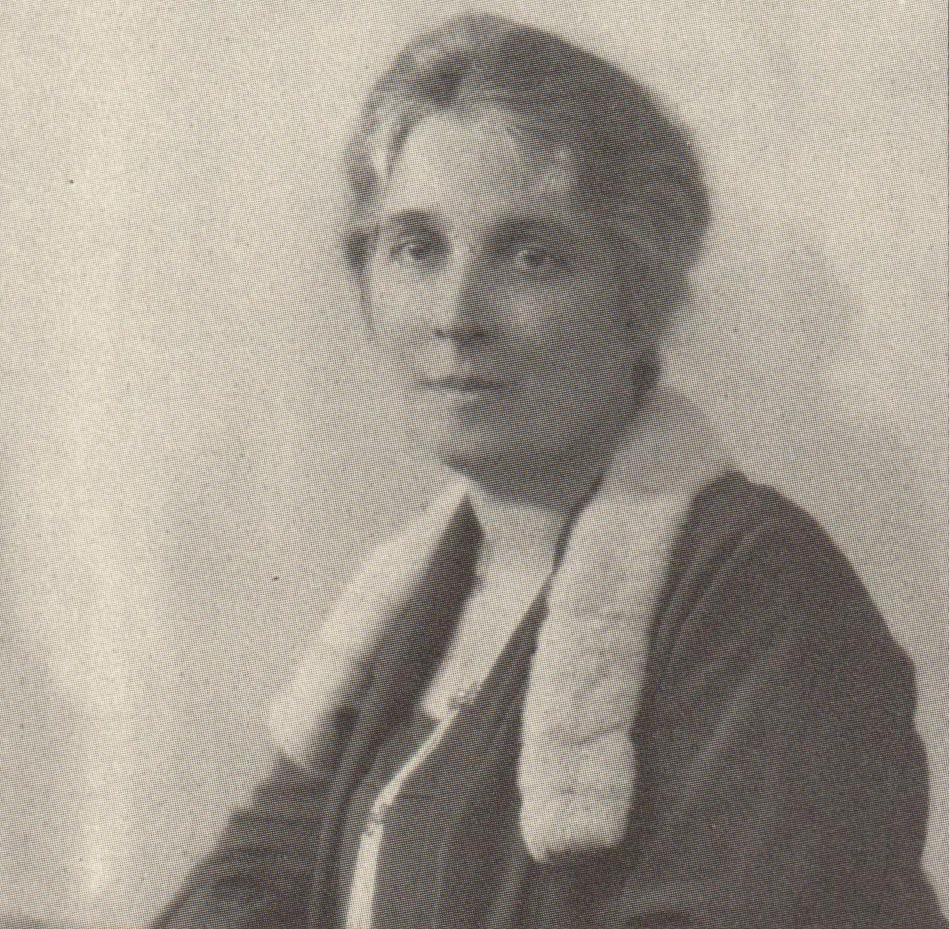
奎恩·费里·库恩利 (Queene Ferry Coonley)，艾弗里·库恩利学校 (Avery Coonley School) 的创始人和赞助人（1906 年至 1958 年）。她作为妇女选举权和进步教育的倡导者而被人们铭记。

库利于 1958 年去世; 多年来，ACS 一直依赖于库利的领导才能，更依赖她的慈善事业。ACS于1929年开始收取学费，但仍然依赖库利的经济支持，而她的去世给学校造成了严重的经济困难。因此，1960年，在新任命的校长约翰·马拉赫 (John Malach)的指导下，启动了一项向周边地区的所有儿童开放的夏季项目，以增加收入和知名度。并在1961 年增设了一个游泳池以支持该计划。在多年来入学人数一直在下降的情况下，马拉奇积极推销该项目，亲自面试未来的学生。到了1964 年，入学人数再次达到 200 名，这带来了额外的学费和急需的财务稳定。
1965 年，国家教育学院合作伙伴关系的好处不太明显，行政委员会从 NCE 手中收购了艾弗里·库利学校 (Avery Coonley)。 在马拉赫的领导下，ACS 不断进行实验和创新。尽管当代教育工作者普遍怀疑幼儿园儿童是否有阅读的能力，但 ACS 在 20 世纪 60 年代初便启动了一项早期阅读计划。马拉奇的立场是：“我们不认为孩子应该被教导，因为他或她现在已经 6 岁或一年级了。当老师确定孩子已经准备好时，我们的孩子就开始学习阅读。然后老师单独工作，孩子按照他或她自己的节奏。“ 然而，到了这个时候，幼儿园是美国公立学校的一个普遍特征。作为马拉奇“努力重塑艾弗里·库利学校早年所发挥的领导作用”的一部分， ACS 于 1961 年加入了中部各州独立学校协会 (ISACS)。 ISACS 成立于 1908 年，旨在促进最好的教育独立学校的实践，并于 1961 年为成员学校制定了强制性认证计划。艾弗里·库利学校 (Avery Coonley) 从 1970 年起一直作为ISACS 的总部，直到 2000 年中央办公室解散为止。
马拉赫还在 1964 年建立了教育研究所 (IER) 作为教育实验中心。该研究所总部位于 ACS， 是一个与 30 多个公立学区的合资企业，它们合作开展研究项目并分享研究结果。参与的学校数量众多，确保可以获得具有统计意义的研究样本，并且可以同时开展多个项目。 在该研究所的第一个项目中，36 名历史教师编写了 2,000 多个测试问题，以帮助证明“许多教师希望得到帮助，根据行为目标编写更好的评估项目”。 其他项目的例子包括幼儿园演讲项目、小学科学项目和初中快速阅读项目。

### 资优教育（20世纪60年代至今）
幼儿园阅读计划是艾弗里·库利学校向天才教育新重点转型的第一步，这与 20 世纪 60 年代末公众对天才儿童需求的认识不断增强相吻合。1972 年，向美国国会提交的马兰报告标志着人们对资优教育的日益关注，该报告首次承认资优儿童的特征及其特定的教育需求。报告发现， “事实上，天才儿童被剥夺了权利，可能会遭受心理伤害，并使其正常生活的能力受到永久性损害，这等于或大于任何其他有特殊需要的人群所遭受的类似剥夺”。 该报告强调了为天才儿童提供教育服务的必要性，以及当时公立学校几乎完全缺乏此类项目。马拉赫认为，艾弗里·库利的教育理念与天才计划最重要的目标非常一致，即“激发个人兴趣……发展学生的主动性、发展自我接受、概念发展和对早期承担复杂学习任务的能力的认可。”

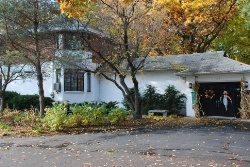
门楼原本是校长的住所，自 1989 年以来是幼儿项目的所在地。

1960 年，ACS 开始筛选具有高智力潜力的申请者，要求测试的智商高于 120，成绩测试结果在阅读和数学方面比国家标准高出一个半等级，并进行面对面的评估。 与此同时，教师们开始调整课程，以满足天才计划的目标，为每个学生提供更多的差异化，适应不同的学习风格，并为所有学生提供足够的灵活性，让他们按照自己的节奏进步。 
学校增加了更多的加速课程，但资优课程的核心仍然是个性化方法和边做边学，这一直是艾弗里·库利课程的核心。自然学习在学生的活动中仍然占据主导地位，包括音乐、艺术和戏剧。涉及枫树、美洲原住民、古埃及和其他主题的传统学习主题和学校项目被保留，但调整了天才课程。  1980年初，针对三岁儿童的幼儿教育（EC）计划开始启动，旨在满足学龄前天才儿童的需求，并为他们从家庭过渡到幼儿园做好准备。艾弗里·库利 (Avery Coonley) 再次背离流行的教育理论，在 EC 课程中引入了学术知识，与高年级一样注重自然、音乐、运动和实践技能。 

## 校园介绍

### 1929年建筑

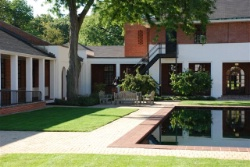
1929 年的原始建筑，展示了回廊和倒影池。 2006年恢复了原来的景观设计

校园占地10.45英畝（4.23公頃）位于唐纳斯格罗夫 (Downers Grove)的枫树大道 (Maple Avenue) 附近。 它毗邻建于 1919 年的杜佩奇县森林保护区系统中最古老的森林保护区之一的枫林森林保护区（82-英畝（33-公頃））， 是唐纳斯格罗夫（Downers Grove）的广阔枫林的最大残余部分”， 并已被归类为全球濒临灭绝的生态系统。 这里的黑枫树和高地糖枫树群落是许多受威胁和濒临灭绝的植物物种的家园。春天，这里盛开着延龄草、鳟鱼百合、紫罗兰、毛茛和野生天竺葵。 是多种鸟类的避难所，包括大角鸮和多种鹰 ，也是多种候鸟的中途停留地，其中包括在温暖的繁殖季节在此筑巢的靛鹀并在冬季夜间向南迁徙。  一条1.1英里（1.8公里）的徒步小径蜿蜒穿过保护区，穿过一条小溪并经过附近的一个池塘。 该保护区供学生进行科学和自然活动。 
场地设计者的延斯·詹森 (Jens Jensen) 因其创建的洪堡公园、加菲猫而被称为“世界景观设计师泰斗” 和“芝加哥公园系统之父”   加菲猫公园，库克县森林保护区，芝加哥的哥伦布公园都是他的杰作，[e] 詹森的作品因使用当地植物和材料而闻名其特点是使用开放空间、流水、柔和的曲线和“会议环”，即人们可以聚集的低矮圆形长凳。 所有这些特征在艾利库利校园中都很明显，该校园利用完全自然的环境来代替正式的花园。 多年来，因为维护不善，最初的景观大部分被遗忘。为了作为 ACS 百年庆典的一部分，詹森的景观设计的完整修复于 2006 年完成。
该建筑由库利的女婿沃尔德伦·福克纳 (Waldron Faulkner)设计他与儿子（也是建筑师）艾弗里·库利·福克纳 (Avery Coonley Faulkner)  后来成为乔治华盛顿大学和华盛顿美利坚大学设计的重要贡献者, D.C. 设计以草原学校的风格将建筑与土地联系起来，同时采用了美国工艺美术（或美国工匠）风格典型的手工特征和人文尺度。 该设计的特点包括方便进入户外、底层教室、独立的科学实验室和规划的户外游乐区，这些设计后来在二战后被美国各地的学校所采用。 
该建筑围绕着一个带有大型倒影池的庭院。教室窗户朝外，可以看到周围森林的景色。建筑物的这一部分没有内部通道；但是每个班级区域都有一个向外的出口，即使在恶劣的天气下，学生也可以通过有顶棚的回廊在房间之间穿行。该设计旨在强化“家庭和学校”的氛围，这种氛围可以追溯到小屋学校，有儿童大小的教室、十个可用的壁炉、窗帘和其他类似家庭的细节。 

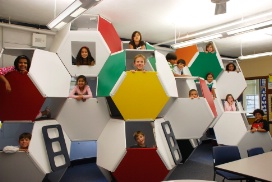
三年级教室的互联“学习空间”，于1970年设计，由学校申请专利

整个建筑各处均采用美国工艺美术运动领军人物之一亨利·查普曼·默瑟 (Henry Chapman Mercer)设计的装饰瓷砖。 这些瓷砖（因 Mercer's Moravian Pottery and Tile Works而被称为摩拉维亚瓷砖）具有深色和手工制作的外观，与简单的砖砌建筑相得益彰。 壁炉和入口地板上的瓷砖拥有文学和教育主题的图案，例如旧图书馆的《坎特伯雷故事集》 。庭院北墙上有一幅同样由默瑟设计的大型三部分瓷砖壁画，描绘了东半球和西半球由一艘船联合在一起进行寓言教育之旅。 
1970年，为了探索学校用具的新设计，教育研究所与南伊利诺伊大学设计系合作，创造了一系列称为“学习空间”的相互连接的截顶八面体，就类似于一个超大的蜂箱。每个孩子都有自己的半私人空间，配有折叠座椅、阅读灯和书架。目标是为三年级（八岁）的孩子提供私人空间，让他们养成良好的学习习惯。学校发现孩子们 90% 的工作时间都在学习空间中度过。 这些建筑在当地新闻报道和《生活》杂志上都有报道。  ACS 获得了该发明的专利，并将模型出售给当地几所学校。  但2014年，三年级教室仍在使用原来的结构。
2006 年，艾弗里·库利学校 (Avery Coonley School) 被唐纳斯格罗夫历史学会 (Downers Grove Historical Society) 指定为历史遗址，  ，并于 2007 年被添加到国家历史名胜名录中，该名录引用了其教育计划以及建筑和场地的“独特设计”以及对全国学校产生长期影响的特点”。 

### 最近增添的设施

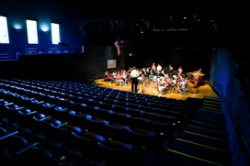
表演艺术中心(PAC)，是 1993 年扩建的一部分。戏剧、音乐和其他表演是课程的一个组成部分。

1980 年初，学校添加了一个新楼，为艺术课程提供额外的空间。其中一个大房间用于管弦乐队和音乐创作，另一个用于工作室艺术。这栋楼填补了庭院先前开放的东侧，其设计与原来的学校几乎相同，由红色和白色的砖砌成，庭院一侧设有回廊。 门楼建于 1929 年，曾作为校长官邸，于 1988 年进行改建以容纳幼儿项目
20 世纪 80 年代末，入学人数的增加以及对更多空间的需求，导致 1992 年时，学校再次扩建此次扩建了一个藏书约为 17,500 册的图书馆、一个拥有 16 个工作站的计算机实验室和一个拥有 236 个座位的表演艺术中心 (PAC)。 新门厅壁炉和图书馆门周围的摩拉维亚瓷砖的设计风格向原来的建筑致敬。  PAC“以其出色的音响效果而闻名”， 并用于学生作品和外部艺术团体的演出，其中贝克艺术学院也在那里举办过音乐演奏会。 
艾弗里库利学校在 2005 年增加了全日制幼儿园，需要更多空间，并且需要 4 百万美元，同时 15,000-平方英尺（1,400-平方）的   中学翼楼建成，建设资金来自唐纳斯格罗夫村的免税债券。其奶油色和红砖、四坡屋顶、深屋檐和细致的砖砌结构与早期建筑的风格相协调。 大楼增加了现代化的数学和科学实验室、两个计算机实验室和七个使用平板电脑技术、视频会议和计算机控制的投影仪的无线教室。  2022-2023 年寒假期间，地下室被重新装修，改造成办公室、学生休息室和充电室。

## 课程介绍
学校对于现代课程的创始教育理念仍然很明显，即注重边做边学、基于跨学科的广泛主题进行教学、强调协作项目以及淡化教科书。在日常活动中仍然保持艺术与自然的紧密结合，并注重社交技能的发展和社会责任教育。这些原则在 20 世纪 70 年代针对有天赋的学生进行了调整，现已得到进一步扩展，以适应技术和教育研究的新发展。 
ACS 将年级视为群体，这种做法植根于进步教育，至少可以追溯到小学。 ACS将学生分为三个部分： 幼儿教育项目，包括三岁儿童的幼儿计划（EC）和四岁儿童的初级幼儿园（JK）；低年级为幼儿园至第四组，中学为第五组至八组。幼儿园到八组每个班有 32个学生。每个低年级班级由两名教师组成团队授课。 初中和初中的生师比为16比1， 幼儿园为11比1，初中幼儿园为8比1，幼儿教育项目为7比1。 

### 学术课程介绍

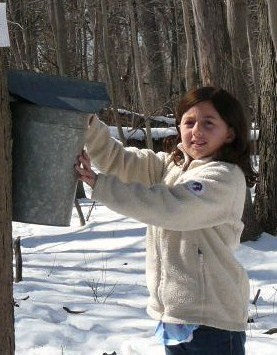
第二组学生在森林保护区采集枫糖浆的汁液，这是她对树木的研究的顶峰

从2009年开始，学校对于每个组的课程都进行了加速，按年级和年龄分开；学生接受的指导至少比当前年级水平高一年。 （例如，第一组在二年级授课。 ) 并且学生也在班级内进行分组，以便每个人都能发挥自己的能力水平。 学生也可以加入年龄较大的小组学习他们非常先进的科目；然而，“为了社会和情感价值”，不同年龄段的人通常被聚集在一起。 所有中学生都完成高中水平的代数或几何数学荣誉课程。 
学生在将每个级别探索广泛的学习主题，使他们能够跨学科学习并参与创造性和协作项目。例如，第二组一年的大部分时间都花在研究树木上，以树木作为生物学、数学、艺术和创意写作的焦点。每个学生都在附近的森林保护区拥有一个个人空间并进行学习。这一年的高潮是采摘枫树来制作糖浆，并与学校的其他成员分享。而且每个小组都有不同的主题和小组项目。低年级学生会模拟飞往巴黎的飞机并举办日式午餐。第四组举办了美洲原住民博览会，第五组打造了原创埃及风格的马斯塔巴，第六组举办了世界博览会，第八组组织了移民和民族博览会。 
自然和户外体验增强了科学研究。学生参加由杜佩奇县森林保护区和伊利诺伊州自然资源部赞助的自然项目，例如收养“课堂上的鲈鱼”，以及监测杜佩奇河中大型无脊椎动物的生长。地区和州科学博览会和科学奥林匹克竞赛被认为是科学计划的一个组成部分。强烈鼓励所有学生参加，第七组学生也必须这样做。 
所有学生都将学习法语，通过语言沉浸式教学，因此在语言学习过程中他们只说法语。 大楼内的所有标志均以法语和英语书写。 学生在初级幼儿园开始法语教学，并继续每周四次学习法语，分为第一组到第八组。他们在魁北克参加第八组为期一周的体验，从而结束了他们的学习，在此期间他们只说法语。 
视觉艺术研究从绘画开始，然后发展到更复杂的技术，如雕塑、彩色玻璃、建筑、摄影和陶器。学生使用多种媒介学习，包括水彩画、油画棒、木炭和粘土。音乐学习从幼儿计划开始。随着他们的进步，艾弗里·库利的学生参与声乐、奥尔夫乐器和竖笛演奏、舞蹈和公开表演。在中学，学生通过阅读和创作音乐、演奏合唱团编钟和合唱来培养音乐素养。文化中的音乐研究以及爵士乐和歌剧的历史与理论将和表演一起教授。 
戏剧课程从第四组的表演和戏剧写作、导演和技术艺术开始。学生练习排练和即兴表演，创作哑剧、独白、电影和短剧。他们的戏剧作品在第八组中达到高潮，表演了学生自己编写和导演的独幕剧以及专业剧本的长篇戏剧。有艺术倾向的学生可以在课外参加可选活动来扩展他们的艺术学习，包括艺术俱乐部、合唱团、管弦乐队、科技俱乐部、戏剧俱乐部和综艺节目。 

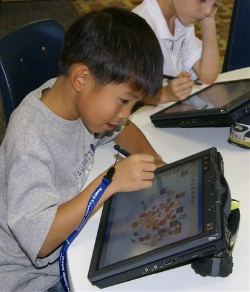
一名艾弗里库利学校学生拥有一台平板电脑。平板电脑提供给所有三岁以上的学生

### 技术课程介绍
艾弗里库利学校于 1971 年开始使用计算机进行教学，并于 1976 年向第四组的学生提供计算机编程 1978 年，台式电脑被带入课堂教授数学、语言艺术、音乐、艺术和计算机编程。 学生在幼儿园开始学习基本的键盘和鼠标技能，并在第八组时学习多媒体演示、数据管理和软件编码。 
在 ACS 所谓的“一对一计算”中，第五组到第八组的每个学生都会收到一台平板电脑，他们用它来管理日常日程、完成课堂作业以及准备特殊项目。幼儿班和初级幼儿园的学生有共享平板电脑，每个幼儿园到第四组班至少有四台。 学生在配备无线投影仪的教室中学习，在配备触摸屏的SMART 板系统上操作程序和演示，并使用 ActiveExpression 无线响应系统进行自定进度的课堂学习。学生、教师和家长可以通过全校内联网和家长外联网进行在线交流和互动。 2009 年时，学校添加了 16 台双平台iMac ，用于计算机实验室工作。 

## 学校传统

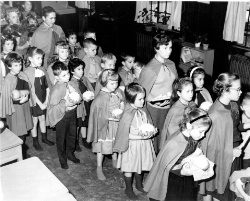
1962 年的感恩节计划。这是 ACS 最珍贵的传统，自 1929 年以来每年都会演出

学校的早期课程的标志是围绕主要主题（树木、莎士比亚、埃及和其他科目）组织学习，这些主题在学年中融入了主要的班级项目、表演和全校聚会。其中许多主题和活动已发展成为持久的学校传统，学校社区已通过这些传统来确定每个群体和一年中的某些时间。学校最珍视的传统之一是采枫树来制作糖浆，这一传统始于 1929 年搬到新大楼时开始自 20世纪30 年代以来，每年都会举办春季集市，其中第一至第五组会各准备并表演自己的舞蹈——第五组的五月花柱舞可以追溯到小屋学校的创立之初。 
每年一度的第三组威斯康星州过夜自然之旅可以追溯到 1974 年， 第八组前往巴黎的法国沉浸式旅行始于 20 世纪 70 年代，自 90 年代中期开始前往魁北克。 其他低年级传统，例如美洲原住民博览会和班级参观库利庄园，在艾弗里库利也有着悠久的历史。 中学的传统是包括每年交替举行的希腊节和莎士比亚节、第六组世界博览会和第七组华盛顿特区之旅
在一年一度的感恩节活动中，学生们穿着相同的棕色斗篷，在按照每个班级准备的音乐编排的仪式上，默默地搭建一个巨大的水果和蔬菜聚宝盆。这些食物随后被捐赠给救世军。这是学校最珍贵的传统，自 1929 年到 2023 年，每年都会表演。仪式的每个部分都几乎没有变化。这标志着最后一年有学生穿上了斗篷，六名从幼儿班到八年级都在艾利-库恩利上学的学生发表了演讲，以纪念这一长期存在的做法，为这一传统划上了句号。 

## 课外活动
ACS 提供的许多课外活动提供了课堂科目的扩展，并为学生提供了更深入学习的机会。在艺术项目中，合唱、创意写作、戏剧、艺术和三个级别的管弦乐队作为可选活动提供。这些团体的学生全年都有机会表演和展示他们的作品。读书俱乐部向六组及六组以上的学生开放，以扩展阅读计划。计算机俱乐部、创意写作俱乐部、艺术俱乐部、法国电影俱乐部和戏剧俱乐部也提供课堂活动的机会。 
学生会是一个服务组织，组织所有学生都可以参与的慈善筹款和社区服务机会。每个学年从每组选出两名代表，从一名到八名。 学生还可以自愿加入年度工作人员，负责编辑和制作年鉴《反思》 。 
校内运动为第五组的学生提供，校际运动则为第五组至第八组的学生提供。 ACS 参加了西杜佩奇小学协会 (WDESA) 会议。团体运动包括男女混合足球、秋季男女排球、冬季男女篮球以及春季男女混合田径运动。没有团队选拔赛，所有学生都可以自由参加。 
ACS students participate actively in academic competitions at the state and national level, including Mathcounts, Science Olympiad, and other math and science competitions, as well spelling bees, geography bees, and contests in other subjects. The Chess Club competes locally, and won the first-place trophy in the Naperville Chess Tournament in 2009. The ACS Debate Club participated in their first year of national high school tournaments in 2023, expanding from the local middle school tournaments students participated in since the program's creation in 2018, winning the Junior Varsity Division of the Harvard Forensics Tournament.

## 学生团体和财务
基于学校录取具有竞争性，录取决定基于对申请者的智力、社交和情感成熟度以及加速学习计划的准备情况的评估。 因此申请幼儿园至第八组的学生必须提交智商测试结果在95分或以上的韦氏学前和小学智力量表(WPPSI) 或韦氏儿童智力量表(WISC) 等于或高于 124，且分项测试分数一致。 评估基于成绩单、家长调查问卷、教师推荐和教师的现场评估。幼儿期到幼儿园的申请者将通过一小时的游戏环节进行筛选。第一组和第二组的申请者将被邀请进行半天的学校参观，年龄较大的申请者将被邀请参加一整天的学校参观，由老师在实际的课堂环境中对他们进行评估。 
截至 2023 年，艾弗里库利学校为 338 名 3 至 14 岁的学生提供了服务，每个年级的男女比例几乎相等。  ACS 致力于实现每个群体的种族多样性， 并向无法参加的儿童家庭提供有限的基于需求的援助。 学生群体主要是郊区中上层阶级白人孩子  ，学生来自芝加哥西郊一些最富裕的家庭  ，但百分之三十的学生是非白人。 
2018 年，幼儿园至第八组的学费为 23,950 美元，初级幼儿园为 11,700 美元，幼儿班为 6,200 美元年度捐赠基金占3.5 % 和年度拍卖另外 5% 运营预算的百分比（5.9 美元 2008-2009 年为 100 万）。 

## 学术成就
“艾弗里·库利 (Avery Coonley) 报告说，爱荷华州基本技能测试（一项在美国各地学校进行的考试）的成绩在全国排名前 1%”， 所有八个年级和所有四个年级的平均分均为 99 分测试部分（词汇、理解、语言艺术和数学）。 1987-88 年艾弗里·库利 (Avery Coonley) 被美国教育部认定为蓝带学校的 17 所伊利诺伊州学校之一因其“在学生成功、学校理念、课程、领导力和氛围方面表现出色”。 自 1989 年以来，超过 5% 的毕业生被全国认可的伊利诺伊州数学与科学学院(IMSA) 录取， 伊利诺伊州面向顶尖数学和科学学生的公立、竞争性入学寄宿学校。 
早在 1989 年，ACS的学生就在科学、数学、地理和其他学科领域拥有州级和国家级的最高荣誉记录。学生在2009年的伊利诺伊州青少年科学院（IJAS）科学博览会上赢得了24枚金牌，  并赢得了科学奥林匹克初高中州冠军。  ACS 赢得了 2009 年 IMSA 初中数学竞赛（五名第一名中的四名），并在 2009 年伊利诺伊州 MATHCOUNTS 竞赛中获得第二名。  2008年，第七组学生名列前0.2 在第 24 届美国数学竞赛中获得满分的世界各地参赛者的百分比。 
2009年，第七组和第八组社会研究队在全国社会研究联盟竞赛中双双获得全国第三名，一名ACS学生赢得了伊利诺伊州地理蜜蜂赛， 同年，第八组的两名学生在Le考试——美国法语教师协会全国法语竞赛。中获得了满分。在参加Le Grand Concours 的40 名 ACS学生中，有 32 人的年级水平在全国排名前十。  2007年，ACS第三组的学生“在全国语言艺术竞赛WordMasters Challenge中获得最高荣誉”  ，并在全国200多支队伍中名列第八。 
1994 年，当 ACS 连续第四年赢得伊利诺伊州科学博览会团体赛冠军时，争议爆发，促使 IJAS“将该校从明年的团体赛中剔除，理由是他们的学生‘只是太好了。 '" 该事件引起了全国关注，并被谴责为教育“低俗化” 以及学校自尊战胜卓越的一个例子。 虽然IJAS在媒体的压力下态度软化，但在未来几年完全取消了团体赛。第二年，ACS学生获得了 24 项最高个人奖项。 

## 笔记
1. ↑  . Membership Directory. National Association of Independent Schools.   [February 24, 2010]. （原始内容存档于July 20, 2011）.
2. ↑  . National Register of Historic Places. National Park Service. 2010-07-09.
3. ↑  . Chicago Daily Tribune. October 18, 1942  [January 15, 2010]. （原始内容 (fee required)存档于2018-01-25）.
4. 1 2   (fee required). The New York Times. October 2, 1952  [February 17, 2010]. （原始内容存档于2012-11-03）.
5. 1 2  Sykes, Charles. . New York: St. Martin's Griffin. 1996: 65. ISBN 978-0-312-14823-2.
6. ↑  . Pacific Coast Architecture Database.   [January 17, 2010].
7. 1 2 3 4 5 6  . Texas Archival Resource Online.   [January 11, 2010]. OCLC 214327323. （原始内容存档于2016-03-26）.
8. ↑  Baader, Sophia Meike. . Studies in Philosophy and Education. 2004, 23 (5–6): 427–444. OCLC 186848000. S2CID 189771817. doi:10.1007/s11217-004-4453-0.
9. 1 2  Dewey, John.  Rev. Chicago: The University of Chicago Press. 1915: 112. OCLC 2004539.
10. 1 2  . National Louis University.   [February 24, 2010]. （原始内容存档于May 27, 2010）.
11. ↑  . Boston: Porter E. Sargent. 1915: 195. OCLC 5689519.
12. 1 2  Coonley, Queene Ferry. . Vassar Quarterly. August 1921: 239–245. OCLC 2441148.
13. ↑   (PDF). United States National Park Service.   [January 11, 2010].
14. ↑  . National Historic Landmark summary listing. National Park Service. December 30, 1970  [January 27, 2010]. （原始内容存档于January 3, 2008）.
15. ↑  Pfeiffer, Bruce Books. . Los Angeles: Taschen. 2004: 33. ISBN 978-3-8228-2757-4.
16. ↑  Lind, Carla.  1st. New York: Simon & Schuster. 1992: 128. ISBN 978-0-671-74959-0.
17. ↑  Dewey and Dewey 1915, pp. 90–91.
18. ↑  Dewey and Dewey 1915, p. 227.
19. ↑  Dewey and Dewey 1915, pp. 85–86.
20. ↑  Tolley, Kim.  [站在大门口：美国女孩的科学教育]. New York: Routledge. 2003: 131. ISBN 978-0-415-93472-5.
21. 1 2  Dewey, John.  [进步教育和教育科学]. Progressive Education. 1928, (V, no. 3): 197–204. OCLC 1762988.
22. ↑  Miller, Douglas; Nowak, Marion.  [五十年代：我们真正的方式] 1st. Garden City, NY: Doubleday. 1977: 251. ISBN 978-0-385-11248-2.
23. 1 2   [瓦尔德隆-福克纳和他在GW的影响]. The George Washington University. 2006-12-21  [2010-01-04]. （原始内容存档于2011-07019） （英语）.
24. 1 2 3  Dunham, Montrose.  [重访唐纳丛林]. Charleston, S.C.: Arcadia Publishing. 2003: 82, 88.
25. 1 2  Wilson, Richard Guy; Robinson, Sidney K.  [美国的现代建筑：愿景与修订] 1st. Ames: University of Iowa Press. 1991: 147. ISBN 978-0-8138-0381-4.
26. ↑   [这一切是如何开始的]. Chicago Tribune. 1976-09-12  [2010-01-15]. （原始内容 (fee required)存档于2012-07-22） （英语）.
27. ↑  Writers Program for the Work Projects Administration for the State of Illinois.  [伊利诺伊州：描述性和历史性指南]. Chicago: McClurg. 1947: 543. OCLC 1517733.
28. ↑  Brown, Finn and Brown 1988, p. 22.
29. ↑  Carroll, S.R.  [教育理论的发展和壮大]. Chicago Tribune. 1998-10-25  [2010-01-16]. （原始内容 (fee required)存档于2012-07-15） （英语）.
30. 1 2   [前进的历史：庆祝国立路易斯大学成立120周年]. National College of Education Quarterly. 2006, (27): 1. OCLC 53188324.
31. ↑  Vladova, Bob.  [鸡蛋、绵羊是ACS早期的一部分]. Suburban Life Graphic. 1979-09-07.
32. 1 2   [女权主义者库利夫人，享年84岁] (fee required). The New York Times. 1958-07-11  [2010-01-16].
33. 1 2 3 4 5 6  Banas, Casey.  [一个聪明、快乐的大家庭]. Chicago Tribune. 1976-09-12  [2010-01-15]. （原始内容 (fee required)存档于2013-01-31）.
34. ↑  Cremin, Lawrence.  [学校的转型：美国教育中的进步主义，1876-1957年] 1st. New York: Knopf Doubleday. 1961. ISBN 978-0-394-70519-4.
35. ↑   [关于ISACS]. Independent School Association of the Central States.   [2010-02-17]. （原始内容存档于2010-10-04）.
36. ↑   [计划中的教育研究中心获得设计奖]. Chicago Tribune. 1970-04-30  [2010-01-16]. （原始内容 (fee required)存档于2012-07-15）.
37. 1 2 3   [中学研究]. Independent School Bulletin. 1970, (30): 33–35. OCLC 1752721.
38. 1 2  Vladova, Bob.  [高黎贡山学校改变重点]. Suburban Life Graphic. 1979-09-12.
39. ↑  Portman 2008, p. 50.
40. ↑  Follett 2006, p. 11.
41. ↑  Dunham, Montrew.  [唐纳丛林1832-1982年]. Downers Grove Historical Society. 1982: 111.
42. 1 2 3   [枫树林]. Forest Preserve of DuPage County.   [2010-01-09]. （原始内容存档于2009-07-01）.
43. 1 2 3   (地图). Forest Preserve District of DuPage County.   [February 24, 2010].[]
44. 1 2  . Chicago Daily Tribune. July 4, 1960  [February 17, 2010]. （原始内容 (subscription required)存档于2012-10-26）.
45. ↑  Bachrach, Julia. . Forest Preserve of DuPage County.   [January 10, 2010]. （原始内容存档于2009-01-04）.
46. ↑  Holley, Joe. . The Washington Post. February 24, 2007  [January 9, 2010]. （原始内容存档于2017-11-12）.
47. 1 2
48. ↑  Morse, Lucia Burton. . Progressive Education. 1932, (IX, no. 1): 7–15. OCLC 1762988.
49. 1 2  US 3694933,Busch, William Larry,「Student Learning Spaces」,发行于October 3, 1972
50. ↑  Reed 1987, p. 6.
51. ↑  Follett 2006, p. 30.
52. ↑  Reed 1987, p. 111.
53. ↑  . Life. November 6, 1970: 32, 33.
54. ↑  . Village of Downers Grove. September 19, 2006  [January 9, 2010]. （原始内容存档于2022-04-26）.
55. ↑  Findlay, Melinda. . Chicago Daily Herald. September 18, 2007  [January 9, 2010]. （原始内容存档于2012-04-03）.
56. ↑  Follett 2006, p. 34.
57. ↑  Follett 2006, p. 15.
58. 1 2 3  . The Avery Coonley School.   [January 12, 2010]. （原始内容存档于2010-01-17）.
59. 1 2  Follett 2006, p. 35.
60. 1 2  . Chicago Metromix.   [January 10, 2010]. （原始内容存档于2015-04-02）.
61. 1 2  Murphy, Flynn.  (subscription required). The Downers Grove Sun. January 26, 2006  [January 27, 2010].[]
62. ↑  Portman 2008, pp. 45, 52.
63. ↑  Portman 2008, p. 79.
64. 1 2  Banas, Casey. . Chicago Tribune. November 6, 1995  [January 11, 2010]. （原始内容 (fee required)存档于2012-10-26）.
65. 1 2 3  Banas, Casey. . Chicago Tribune. October 2, 1996  [January 10, 2010]. （原始内容 (fee required)存档于2012-01-12）.
66. 1 2 3 4 5 6 7 8  . The Avery Coonley School.   [January 9, 2010]. （原始内容存档于2010-02-24）.
67. 1 2 3  O'Brien, Ken. . Chicago Tribune. May 12, 2004  [January 10, 2010]. （原始内容 (fee required)存档于2012-01-11）.
68. 1 2  Banas, Casey. . Chicago Tribune. January 22, 1989  [January 11, 2010]. （原始内容 (fee required)存档于2012-10-26）.
69. 1 2 3 4  . The Avery Coonley School.   [January 11, 2010]. （原始内容存档于July 24, 2011）.
70. 1 2  . The Avery Coonley School.   [February 3, 2010]. （原始内容存档于2022-11-11）.
71. ↑  Follett 2006, p. 38.
72. ↑  De Carlo, Angela. . Chicago Tribune. November 9, 1980  [January 15, 2010]. （原始内容 (fee required)存档于2012-07-14）.
73. ↑  . The Avery Coonley School.   [January 12, 2010]. （原始内容存档于July 24, 2011）.
74. 1 2 3  Goldsborough, Bob.  (fee required). Chicago Tribune. November 28, 1994  [January 27, 2010].
75. ↑  . Chicago Daily Tribune. April 8, 1956  [January 15, 2010]. （原始内容 (fee required)存档于2013-01-31）.
76. ↑  Portman 2008, p. 46.
77. ↑  Portman 2008, p. 85.
78. ↑  Portman 2008, p. 47.
79. ↑  . The Avery Coonley School. May 19, 2009  [January 12, 2010]. （原始内容存档于2011-07-24）.
80. 1 2  . The Avery Coonley School.   [January 12, 2010]. （原始内容存档于2009-02-17）.
81. ↑  . The Avery Coonley School.   [January 12, 2010]. （原始内容存档于2010-01-17）.
82. 1 2  . The Avery Coonley School.   [January 9, 2010]. （原始内容存档于2009-02-17）.
83. 1 2  Banas, Casey. . Chicago Tribune. November 4, 1999  [January 12, 2010]. （原始内容 (fee required)存档于2012-01-11）.
84. ↑   (PDF). US Department of Education: 28. 1982  [January 10, 2010]. （原始内容 (PDF)存档于March 26, 2009）.
85. ↑  Banas, Casey. . Chicago Tribune. May 30, 1988  [January 15, 2010]. （原始内容 (fee required)存档于2012-01-11）.
86. ↑  . Inside Higher Ed.   [January 10, 2010]. （原始内容存档于January 8, 2009）.
87. ↑   (PDF). The Avery Coonley School. December 17, 2008  [January 10, 2010]. （原始内容 (PDF)存档于2011-07-24）.
88. ↑  Banas, Casey. . Chicago Tribune. March 8, 1989  [January 17, 2010]. （原始内容 (fee required)存档于2012-01-11）.
89. ↑  Breyers, Timothy. . Chicago Tribune. June 18, 1989  [January 17, 2010]. （原始内容 (fee required)存档于2012-01-11）.
90. ↑  . Illinois Junior Academy of Science.   [January 11, 2010].[]
91. ↑  . Illinois Junior Academy of Science.   [January 11, 2010].[]
92. ↑   (subscription required). The Downers Grove Sun. May 17, 2007  [January 25, 2010].[]
93. ↑  . The Naperville Sun. March 26, 2009.
94. ↑  . The Mathematical Association of America.   [January 12, 2010]. （原始内容存档于December 16, 2009）.
95. ↑  Torres, Adam.  (subscription required). The Downers Grove Sun. April 10, 2008  [January 12, 2010].[]
96. ↑  . The Avery Coonley School.   [January 13, 2010]. （原始内容存档于2011-07-24）.
97. 1 2   (subscription required). The Downer's Grove Sun. May 24, 2007  [January 27, 2010].[]
98. ↑  Bassett, Patrick. . Education Week. 1994-08-03  [2010-01-10]. （原始内容存档于November 25, 2010）.
99. ↑  Banas, Casey. . Chicago Tribune. 1995-05-09. ProQuest 283980406.
100. ↑  . The Museum of Modern Art.   [January 26, 2010]. （原始内容存档于2015-01-30）.
101. ↑  . The Art Institute of Chicago.   [January 26, 2010]. （原始内容存档于2018-10-11）.
102. ↑  . Historic American Buildings Survey. Library of Congress.   [February 24, 2010]. （原始内容存档于2022-11-12）.
103. ↑   (PDF). Historic American Buildings Survey. National Park Service, Office of Archeology and Historic Preservation: 2–3.   [February 24, 2010]. （原始内容 (PDF)存档于June 4, 2011）.
104. ↑  Grese 1992, p. 201.

 参考文献
- Brown, Stephen; Finn, Mary; Brown, Eileen. . Lanham, MD: University Press of America. 1988. ISBN 978-0-8191-6916-7.
- Dewey, John; Evelyn. . New York: E.P. Dutton & Company. 1915. OCLC 962918.
- Dewey, John.  60th anniversary. West Lafayette, Indiana: Kappa Delta Pi. 1998. ISBN 978-0-912099-34-7.
- Follett, Jean A. . National Register of Historic Places (National Park Service). November 2006..
- Grese, Robert. . Baltimore: Johns Hopkins University Press. 1992. ISBN 978-0-8018-4287-0.
- Hartman, Gertrude. . New York: The John Day Company. 1938. OCLC 2922594.
- Marland, S. P. Jr. . Washington, D.C.: U.S. Government Printing Office. 1972. OCLC 334925.
- Portman, Chris. . Downers Grove, IL: The Avery Coonley School. 2008. OCLC 225533489.
- Reed, Cleota. . Philadelphia: University of Pennsylvania Press. 1987. ISBN 978-0-8122-8076-0.